# Jacob Scott
Jacob Scott (Oldham, Gran Manchester, 14 de juny de 1995) és un ciclista anglès, professional des del 2016 i fins al 2024.

## Palmarès
- 2013
  - Vencedor d'una etapa a la Sint-Martinusprijs Kontich